# MeteoGroup
MeteoGroup ist ein 1986 gegründeter Dienstleister im Bereich der Wettervorhersage. Es ist das größte Unternehmen dieser Art in Europa mit Niederlassungen in Belgien, Dänemark, Deutschland, Finnland, Frankreich, Großbritannien (Aberdeen und Zentrale in London), Irland, Italien, Liechtenstein, Luxemburg, den Niederlanden, Norwegen, Österreich, Polen, Schweden, Schweiz und Spanien. Außerhalb Europas bestehen Niederlassungen in Kanada, auf den Philippinen, in Singapur, der Türkei und in den USA.
Zu den Dienstleistungen von MeteoGroup gehören neben Wettervorhersagen für Privatpersonen laut eigenen Angaben auch diverse Prognosen und sonstige Angebote für die Bauwirtschaft, Versicherungen, Landwirtschaft, Freizeit, Wassermanagement, Straßenverkehr, Bahn, Luftfahrt, Seeschifffahrt, Energiehandel und Netzbetreiber (Lastprognose).
In Deutschland betreibt MeteoGroup für private Endbenutzer das Online-Portal Wetter24 und Unwetterzentrale. Zusätzlich bietet die Firma die Wetter-Apps WeatherPro, MeteoEarth, RainToday und AlertsPro für Smartphones an.

## Geschichte
MeteoGroup wurde 1986 unter dem Namen MeteoConsult B.V. als eines der ersten privaten Wetterunternehmen Europas von Harry Otten gegründet, einem bekannten Wettermoderator des holländischen Fernsehens.
1993 gründete Meteo Consult die erste Gesellschaft außerhalb der Niederlande: Für den deutschen Markt wurde ein Joint Venture in Berlin aufgebaut, das 1998 in die hundertprozentige deutsche Tochtergesellschaft MC-Wetter überging. MC-Wetter konzentrierte sich in den ersten Jahren auf meteorologische Anwendungen im Wirtschaftsbereich.
Währenddessen eroberte Meteo Consult weiter den europäischen Markt: 1996 erwarben die Niederländer Mehrheitsanteile an dem belgischen Wetterdienst Meteo Services. Zwei Jahre später wurde auch das Berliner Unternehmen MeteoGraphics, spezialisiert auf Wettervisualisierungssysteme, Teil von Meteo Consult. MeteoGraphics und MC-Wetter verschmolzen 2008 zu MeteoGroup Deutschland.
Im Mai 2005 wurde dann die Mehrheit der Anteile an der Muttergesellschaft Meteo Consult B.V. durch die PA Group erworben. Seitdem wurden MeteoGroup España, MeteoGroup Polska, MeteoGroup Scandinavia mit Sitz in Schweden, MeteoGroup France, MeteoGroup Italia und MeteoGroup USA gegründet. Durch den Erwerb von Nowcasting International Limited kam ein weiterer Standort in Irland dazu. Im Juli 2012 wurde das erste MeteoGroup-Büro in Asien mit Sitz in Singapur gegründet.
Seit 2013 gehört auch die von Jörg Kachelmann gegründete Schweizer Meteomedia zu MeteoGroup. Damit verfügt MeteoGroup nun auch über einen Standort in der Schweiz.
Ab 2014 übernahm der US-amerikanische Finanzinvestor General Atlantic die MeteoGroup.
Am 24. September 2018 wurde die MeteoGroup von der Schweizer Holding Thyssen-Bornemisza Group (TBG) übernommen. Im Portfolio der TBG gehörte bereits die „DTN, einem unabhängigen Anbieter von Lösungen zur Entscheidungshilfe für Kunden in der Landwirtschaft, der Öl- und Gasindustrie sowie in anderen wetterabhängigen Branchen weltweit.“ Am 25. November 2019 wechselte der Markenauftritt in MeteoGroup powered by DTN.